# 남해 김씨
남해 김씨(南海金氏)는 경상남도 남해군을 본관으로 하는 한국의 성씨이다.
시조 김태진(金泰辰)은 남원에 거주하면서 조선에의 장예원직장(掌隷院直長)을 지냈다.

## 참고 자료
- “남해김씨(南海金氏)”. 뿌리를 찾아서.[깨진 링크(과거 내용 찾기)]